# Търстеник
Търстеник (на македонска литературна норма: Трстеник) е село в централната част на Северна Македония, община Росоман.

## География
Селото е разположено югозападно от Росоман.

## История
В XIX век Търстеник е българско село в нахия Неготино на Тиквешка кааза на Османската империя. Според статистиката на Васил Кънчов („Македония. Етнография и статистика“) от 1900 година селото има 140 жители, всички българи християни.
След Междусъюзническата война в 1913 година селото попада в Сърбия.
На етническата си карта от 1927 година Леонард Шулце Йена показва Търстани (Trstani) като българско християнско село.